# European Investigative Collaborations
Pour les articles homonymes, voir EIC.
Le réseau European Investigative Collaborations (EIC) est un réseau européen de journalisme d'enquête élaboré à l'automne 2015 et actif depuis l'hiver 2016.
Le réseau EIC réunit une douzaine de médias européens et, selon les dossiers, jusqu'à cent journalistes d'investigation.

## Histoire
Le réseau European Investigative Collaborations (EIC) est fondé par neuf médias, l'hebdomadaire Der Spiegel en Allemagne, le quotidien Le Soir en Belgique, le site Mediapart en France, l'hebdomadaire Falter en Autriche, le quotidien El Mundo en Espagne, l'hebdomadaire L'Espresso en Italie, l'hebdomadaire Newsweek Serbia en Serbie, Politiken au Danemark, et le site The Black Sea en Roumanie,.
Le réseau s'élargit à divers partenaires, dont le NRC Handelsblad aux Pays-Bas et De Standaard en Belgique[réf. nécessaire].
Les rédactions d'investigation adhérentes au réseau EIC s'engagent à coopérer entre elle, à coordonner la publication de leurs révélations communes et à développer ensemble des outils d'investigation (capacités de traitement de données, serveurs, forums sécurisés, etc.),.

## Enquêtes
Le réseau EIC publie en mars 2016 une première enquête test consacrée aux « armes de la terreur » et aux filières d'armes des terroristes actifs en Europe de l'Ouest ,,,. En décembre 2016, le réseau est à l'origine des Football Leaks, révélations sur l'argent des joueurs, clubs et agents du monde du football.
En mai 2017, le consortium publie les Malta Files, révélations sur les structures d'optimalisation fiscale basées à Malte.
Fin septembre 2017, le réseau entame la publication des « Secrets de la Cour », révélations sur les agissements du premier procureur de la Cour pénale internationale, Luis Moreno Ocampo.
En 2023, il publie l'enquête sur des logiciels espion vendus à de nombreux gouvernements, les Predator Files. Le logiciel Predator permettrait à des régimes autoritaires de surveiller et espionner leur population, des avocats, des journalistes ou des opposants politiques.

## Dans la fiction
Le réseau EIC fait sa première apparition dans une œuvre de fiction en mars 2017 : dans son roman Zanzara (Fleuve noir), le romancier Paul Colize fait entrer son jeune héros dans le réseau EIC.